# Goodbye Bread
Goodbye Bread è il quarto album in studio del cantautore statunitense Ty Segall, pubblicato il 20 giugno 2011.

## Tracce
1. Goodbye Bread – 3:24
2. California Commercial – 1:18
3. Comfortable Home (A True Story) – 2:18
4. You Make The Sun Fry – 2:30
5. I Can't Feel It – 4:04
6. My Head Explodes – 3:10
7. The Floor – 3:36
8. Where Your Mind Goes – 4:14
9. I Am With You – 4:38
10. Fine – 4:26